# Pavel Bittner
Pavel Bittner (* 29. října 2002 Olomouc) je český profesionální silniční cyklista závodící za UCI WorldTeam Team dsm–firmenich PostNL.
Svoje první profesionální vítězství získal ve sprintu první etapy na Vuelta a Burgos 2024.
V srpnu 2024 během svého debutu na Grand Tour vyhrál 5. etapu španělské Vuelty a stal se tak teprve 9. Čechem, který vyhrál etapu na některé z Grand Tour.

## Hlavní výsledky
2019
Národní šampionát
 vítěz silničního závodu juniorů
2. místo časovka juniorů
Saarland Trofeo
7. místo celkově
vítěz etap 3a a 4
2020
Národní šampionát
 vítěz silničního závodu juniorů
2. místo časovka juniorů
Mistrovství Evropy
 2. místo silniční závod juniorů
7. místo časovka juniorů
2021
Course de la Paix Grand Prix Jeseníky
vítěz 1. etapy
Orlen Nations Grand Prix
3. místo celkově
2022
Národní šampionát
5. místo silniční závod do 23 let
5. místo Ronde van Overijssel
Mistrovství světa
6. místo silniční závod do 23 let
Mistrovství Evropy
8. místo silniční závod do 23 let
9. místo Rund um Köln
2023
Národní šampionát
 vítěz časovky do 23 let
2. místo silniční závod
2024
Vuelta a Burgos
 vítěz bodovací soutěže
vítěz etap 1 a 5
Vuelta a España
vítěz 5. etapy
10. místo Nokere Koerse

### Výsledky na Grand Tours
| Grand Tour      | 2024 | 2025 |
| --------------- | ---- | ---- |
| Giro d'Italia   | —    | —    |
| Tour de France  | —    | 133  |
| Vuelta a España | 115  |      |

| —   | Nezúčastnil se |
| DNF | Nedokončil     |
| JS  | Jede se        |